# 마하르베크 하다르체프
마하르베크 하즈비예비치 하다르체프(러시아어: Махарбе́к Хазби́евич Хада́рцев, 우즈베크어: Maxarbek Xazbiyevich Xadartsev, 1964년 10월 2일~)는 소련과 러시아의 레슬링 선수, 정치인이다. 소련, 러시아, 우즈베키스탄 국가대표로 활약하여 올림픽에서 금메달 2개, 은메달 1개, 세계 선수권 대회 5회, 유럽 선수권 대회 5회 우승을 차지했다. 